# 강원특별자치도농업기술원
강원특별자치도농업기술원은 강원특별자치도의 농촌진흥과 농업기술 발전을 위하여 강원특별자치도청 산하에 설치된 직속기관이다.
농업기술원장은 나급 상당의 일반직 고위공무원으로 보한다.

## 연혁
- 1909년 3월: 춘천종묘장 설치
- 1912년 6월: 강원도종묘장으로 변경
- 1932년 1월: 강원도농사시험장으로 변경
- 1949년 1월: 강원도농업기술원으로 변경
- 1957년 5월: 강원도농사원으로 변경
- 1962년 4월: 강원도농촌진흥원으로 변경
- 1998년 9월: 강원도농업기술원으로 변경

## 조직
원장
- 총무과
- 연구개발국
- 기술지원국
- 미래농업교육원

### 산하 기관
- 농식품연구소
- 옥수수연구소
- 특화작물연구소
- 산채연구소
- 인삼약초연구소